# Ennomos winni
Ennomos winni là một loài bướm đêm trong họ Geometridae.